# ハセミモータースポーツ
有限会社ハセミモータースポーツ（HASEMI MOTOR SPORT）は、元レーシングドライバーの長谷見昌弘が代表を務める日本の企業。
星野一義率いるホシノインパルと並び、日産系チームとしてNISMOに次ぐ地位を占めるレーシングチームであった。なおインパルが自分以外のドライバーの参戦も世話する業務を行っていたのに対し、ハセミは長谷見が引退するまで長谷見の乗るマシンのみに専念していた点が異なる。
2010年まで後述するようにプロトタイプレーシングカー・ツーリングカーで争われる各種レースに参戦していたが、2011年のSUPER GT参戦を断念し、現在はレース活動を中断。アフターパーツの販売を中心に企業活動を継続している。

## レース参戦実績

### 全日本耐久選手権
1983年から1987年まで、日産のエンジンを搭載するグループCカーで参戦。ワークス活動を再開する前の日産のセミワークス的立場にあった。1988年にNISMOが直接エントリーすることになり、撤退することとなる。
| 年度   | 参加マシン                         | ドライバー             | 最高位 |
| ------ | ---------------------------------- | ---------------------- | ------ |
| 1983年 | スカイラインターボC                | 長谷見昌弘/都平健二    |        |
| 1984年 | LM04C/日産                         | 長谷見昌弘/都平健二    | 4位    |
| 1985年 | LM04C/日産、マーチ・85G/日産       | 長谷見昌弘/和田孝夫    | 5位    |
| 1986年 | マーチ・85G/日産、マーチ・86G/日産 | 長谷見昌弘／和田孝夫   | 3位    |
| 1987年 | マーチ・86G/日産、マーチ・87G/日産 | 長谷見昌弘／鈴木亜久里 | 8位    |

### 全日本ツーリングカー選手権
1986年から1995年まで、日産の車両で参戦（1994年はNISMOワークスのみでハセミの参戦はなし）。日産のセミワークス的立場で、1989年、1991年、1992年にはタイトルを獲得した。1996年からはハセミモータスポーツでの参戦はなくなり、長谷見自身はHKSのオペル・ベクトラでシリーズに参戦した。
| 年度   | 参加マシン                  | ドライバー                         | 最高位 |
| ------ | --------------------------- | ---------------------------------- | ------ |
| 1986年 | スカイラインRSターボ（R30） | 長谷見昌弘／舘善泰                 | 2位    |
| 1987年 | スカイラインRSターボ（R30） | 長谷見昌弘／鈴木亜久里             | 2位    |
| 1988年 | スカイラインGTS-R（R31）    | 長谷見昌弘／高橋健二               | 5位    |
| 1989年 | スカイラインGTS-R（R31）    | 長谷見昌弘／アンデルス・オロフソン | 1位    |
| 1990年 | スカイラインGT-R（R32）     | 長谷見昌弘／アンデルス・オロフソン | 1位    |
| 1991年 | スカイラインGT-R（R32）     | 長谷見昌弘／アンデルス・オロフソン | 1位    |
| 1992年 | スカイラインGT-R（R32）     | 長谷見昌弘／福山英朗               | 1位    |
| 1993年 | スカイラインGT-R（R32）     | 長谷見昌弘／福山英朗               | 1位    |
| 1995年 | プリメーラ（P10）           | 長谷見昌弘                         | 3位    |

### 全日本GT選手権・SUPER GT
1994年～2000年は日産・スカイラインGT-RでGT500（GT1）クラスに参戦していた。参戦初年度から好調だったが、成績は次第に低迷した。
2001年～2003年は予算の関係並びに日産の意向により日産・シルビア（2001年・2002年）や日産・フェアレディZ（2003年）でGT300クラスに参戦。2003年はシリーズチャンピオンに輝く。
2004年にフェアレディZでGT500クラスに復帰。2008年より車両が日産・GT-Rに変更。
2010年は、再度日産の意向によりフェアレディZでGT300クラスに参戦、シリーズチャンピオンを獲得した。
長年、ユニシアジェックス（現・日立オートモティブシステムズ）をメインスポンサーとしていたが、2003年はエンドレス、2004年・2005年はG'zox、2006年から2008年はイエローハットがメインスポンサーとなっていた。2009年はメインスポンサーはなくなったが、トミカ（タカラトミー）とEBBRO（エムエムピー）が車名に冠された。マシンのカラーリングは、シルエットフォーミュラ時代を髣髴させる赤と黒の復刻カラーリングで、長年のスポンサーであるトミカへの感謝を表したものでもある。この年からタイヤをミシュランに変更した。
エンジンチューナーは東名エンジンなど。
| 年度   | 参戦クラス     | 参加マシン                   | ドライバー                                 | 獲得ポイント | ランキング           |
| ------ | -------------- | ---------------------------- | ------------------------------------------ | ------------ | -------------------- |
| 1994年 | GT-1 （GT500） | スカイラインGT-R（R32）      | 長谷見昌弘                                 | 56pts        | 2位                  |
| 1995年 | GT-1 （GT500） | スカイラインGT-R（R32、R33） | 長谷見昌弘                                 | 61pts        | 2位                  |
| 1996年 | GT500          | スカイラインGT-R（R33）      | 長谷見昌弘／田中哲也                       | 47pts        | 5位                  |
| 1997年 | GT500          | スカイラインGT-R（R33）      | 長谷見昌弘／田中哲也                       | 37pts        | 7位                  |
| 1998年 | GT500          | スカイラインGT-R（R33）      | 長谷見昌弘／田中哲也                       | 37pts        | 5位                  |
| 1999年 | GT500          | スカイラインGT-R（R33）      | 長谷見昌弘／田中哲也                       | 27pts        | 17位                 |
| 2000年 | GT500          | スカイラインGT-R（R34）      | 長谷見昌弘／田中哲也                       | 13pts        | 16位                 |
| 2001年 | GT300          | シルビア（S15）              | 井出有治／柳田真孝                         | 53pts        | 4位                  |
| 2002年 | GT300          | シルビア（S15）              | 山野哲也／柳田真孝                         | 70pts        | 3位                  |
| 2003年 | GT300          | フェアレディZ（Z33）         | 木下みつひろ／柳田真孝                     | 77pts        | シリーズチャンピオン |
| 2004年 | GT500          | フェアレディZ（Z33）         | 金石年弘／エリック・コマス                 | 50pts        | 4位                  |
| 2005年 | GT500          | フェアレディZ（Z33）         | 金石年弘／エリック・コマス                 | 42pts        | 8位                  |
| 2006年 | GT500          | フェアレディZ（Z33）         | 横溝直輝／ジョアオ・パオロ・デ・オリベイラ | 32pts        | 15位                 |
| 2007年 | GT500          | フェアレディZ（Z33）         | セバスチャン・フィリップ／柳田真孝         | 30pts        | 12位                 |
| 2008年 | GT500          | GT-R（R35）                  | ロニー・クインタレッリ／横溝直輝           | 39pts        | 12位                 |
| 2009年 | GT500          | GT-R（R35）                  | ロニー・クインタレッリ／安田裕信           | 49pts        | 7位                  |
| 2010年 | GT300          | フェアレディZ                | 星野一樹／柳田真孝                         | 64pts        | シリーズチャンピオン |